# Awabakal
El pueblo Awabakal /əˈwɒbəɡæl/, son aquellos aborígenes australianos que se identifican o descienden de la tribu Awabakal y sus clanes, indígenas de la zona costera de lo que ahora se conoce como la Región Hunter de Nueva Gales del Sur. Su territorio tradicional se extendía desde Wollombi en el oeste hasta el río Lower Hunter cerca de Newcastle y el Lago Macquarie en el norte.

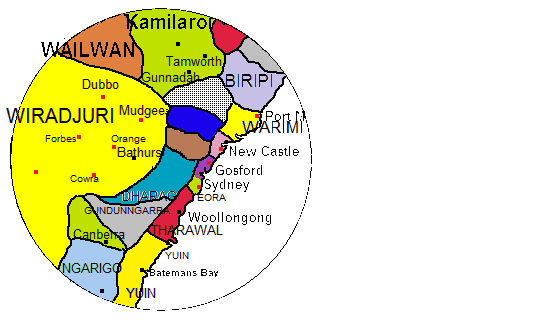
Tierras tradicionales de las tribus aborígenes australianas alrededor de Newcastle, Nueva Gales del Sur

El nombre Kuringgai, también escrito Guringai, se ha utilizado a menudo como denominador colectivo de los Awabakal y varias otras tribus de este cinturón, pero Norman Tindale lo ha cuestionado como una acuñación arbitraria ideada por el etnólogo John Fraser en 1892. Para Tindale, Kuringgai era sinónimo de Awabakal. Sin embargo, Arthur Capell afirmó que de hecho había evidencia de una lengua Kuringgai distinta, lo que, en el esquema de Tindale, implicaría que eran un pueblo distinto de los Awabakal.

## Nombre
En su idioma, awaba era la palabra para Lago Macquarie, que significa superficie plana o llana, y por extensión se refería a los pueblos nativos de esa zona. Los Awabakal limitaban al noroeste con los Wonnarua , los Worimi al noreste y los Darkinung al oeste y al sur. Awaba es ahora el nombre de un pequeño pueblo de la región.